# فرناندو مورن (بازیکن فوتبال)
فرناندو مورن (انگلیسی: Fernando Morán؛ زادهٔ ۲۷ آوریل ۱۹۷۶) بازیکن فوتبال اهل اسپانیا است.
از باشگاه‌هایی که در آن بازی کرده‌است می‌توان به باشگاه فوتبال هرکولس، باشگاه فوتبال رئال مادرید سی، باشگاه فوتبال راسینگ سانتاندر، باشگاه فوتبال نومانسیا، باشگاه فوتبال آلباسته بالومپیه، باشگاه فوتبال رئال مادرید کاستیا، باشگاه خیمناستیک تاراگونا، باشگاه فوتبال آلکورکون و باشگاه فوتبال کادیس اشاره کرد.
وی همچنین در تیم‌های ملی فوتبال زیر ۱۶ سال اسپانیا، زیر ۱۷ سال اسپانیا، و زیر ۱۸ سال اسپانیا بازی کرده‌است.